# Eduardo Maturana
Eduardo Maturana (* 14. April 1920 in Valparaíso; † 2003 in Santiago de Chile) war ein chilenischer Komponist. 
Maturana war am Konservatorium von Santiago de Chile Schüler von Pedro Humberto Allende Sarón und Armando Carvajal Quirós. Er setzte sich für die Förderung der modernen Musik ein und gründete mit Estéban Eitler die Gruppe Tonus. Seit 1958 war er Bratschist des Philharmonischen Orchesters von Santiago. Er komponierte neben sinfonischen Werken u. a. ein Hornkonzert, Elegien für Cello und Orchester, kammermusikalische Werke, Klavierwerke, Arien, eine Kantate und Lieder.

## Werke
- Aforisticas für Klavier, 1947–48
- Valses, 3 pièces brèves sur un air chilien für Klavier, 1947–48
- Gamma I für Orchester, 1962
- Retrato, balada y muerte del poeta Teofilo Cid, 1966
- Responso para el comandante Che Guevara für Orchester, 1968
- Canciones, 1969

| Personendaten    | Personendaten          |
| ---------------- | ---------------------- |
| NAME             | Maturana, Eduardo      |
| KURZBESCHREIBUNG | chilenischer Komponist |
| GEBURTSDATUM     | 14. April 1920         |
| GEBURTSORT       | Valparaíso             |
| STERBEDATUM      | 2003                   |
| STERBEORT        | Santiago de Chile      |